# Liu Zhihua (politique)
Pour les articles homonymes, voir Liu Zhihua.
Liu Zhihua (chinois : 刘志华) était le vice-maire de la ville de Pékin, en Chine.
Né à Panjin dans la province du Liaoning en avril 1949, il rejoint le Parti communiste chinois en 1984. Jusqu'en juin 2006, il est vice-maire de la ville de Pékin et responsable des travaux dans cette ville pour les Jeux olympiques d'été de 2008.
Le 12 juin 2006, Liu Zhihua est limogé pour corruption. Ceci constitue l'un des plus importants scandales pour corruption depuis le renversement du maire Chen Xitong au milieu des années 1990.